# Pseudotsuga japonica
Pseudotsuga japonica (дуґласія японська, яп. トガサワラ (Toga-sawara)) — вид хвойних рослин родини соснових.

## Поширення, екологія
Країни проживання: Японія (зх. Хонсю). Зустрічається на висоті від 500 м і 650 м над рівнем моря. Це рідкісне і розкидане в річкових долинах і крутих ярах дерево росте на старих вулканічних породах. Клімат помірно теплий, вологий, з річною кількістю опадів між 1000 і 2000 мм. Є складовою змішаних хвойно-широколистяних лісів, з Tsuga sieboldii як правило, як панівним видом; інші хвойні: Abies firma, Chamaecyparis obtusa, Torreya nucifera і Cryptomeria japonica, широколисті дерева: Quercus salicina, Quercus sessilifolia, Cleyera japonica, Illicium religiosum (невелике дерево), поширені чагарники: Eurya japonica, Pieris japonica, Rhododendron serpyllifolium, Thea japonica.

## Морфологія
Однодомне дерево до 30 м у висоту і 150 см діаметра на рівні грудей, стовбур чистий від гілок приблизно дві третини висоти дерева. Кора темно-коричнева, поздовжньо тріщинувата, більш-менш поділена на пластини, стає сіруватою на дуже старих деревах. Пагони блідо-жовтувато-коричневі, голі. Листи розташовані по спіралі, лінійний, прямі або злегка вигнуті, 15–25 мм довжини, 1,5 мм ширини, вершина зубчаста, сяюче-зелені на верхній поверхні. Цвіте у квітні. Пилкові шишки ростуть на пагонах попередніх років, циліндричні, коричнево-жовті, з численними тичинками. Насіннєві шишки яйцеподібні або довгасто-яйцеподібні, довжиною 4–5 см, 2–2,5 см у діаметрі, коричневі з тьмяними плямами, коли молоді, шоколадно-коричневі у зрілості. Шишки дозрівають у жовтні. Насіння блискуче темно-коричневе вище, блідо-строкато-коричневе внизу, 6–9 мм завдовжки, 5 мм завширшки; крила темно-коричневі, широкі, 10–13 мм завдовжки, 6 мм завширшки.

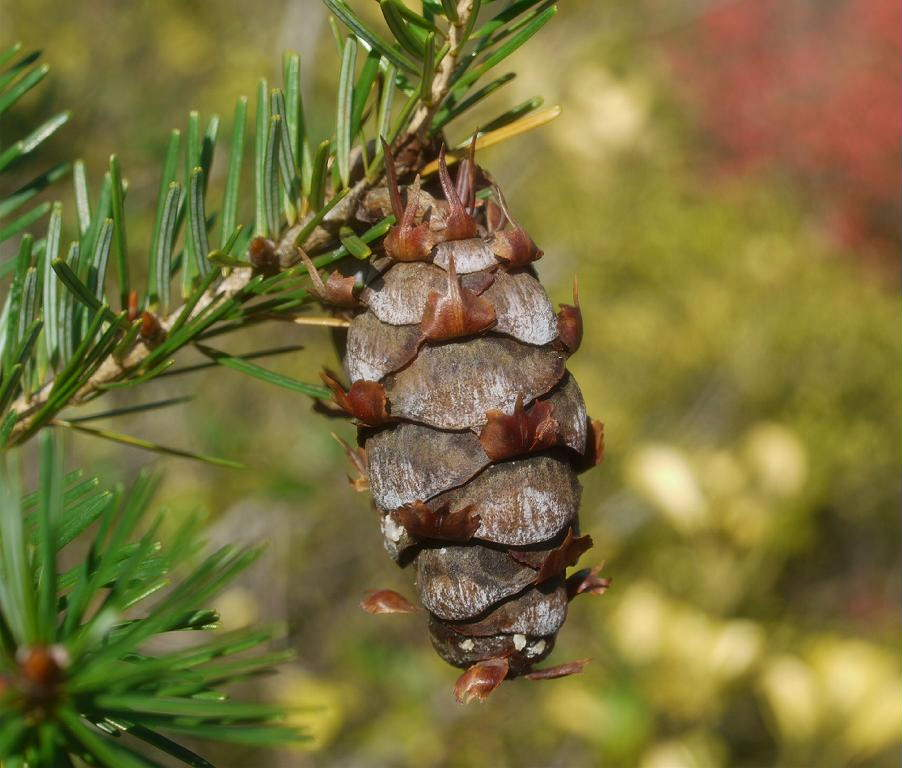
Шишка
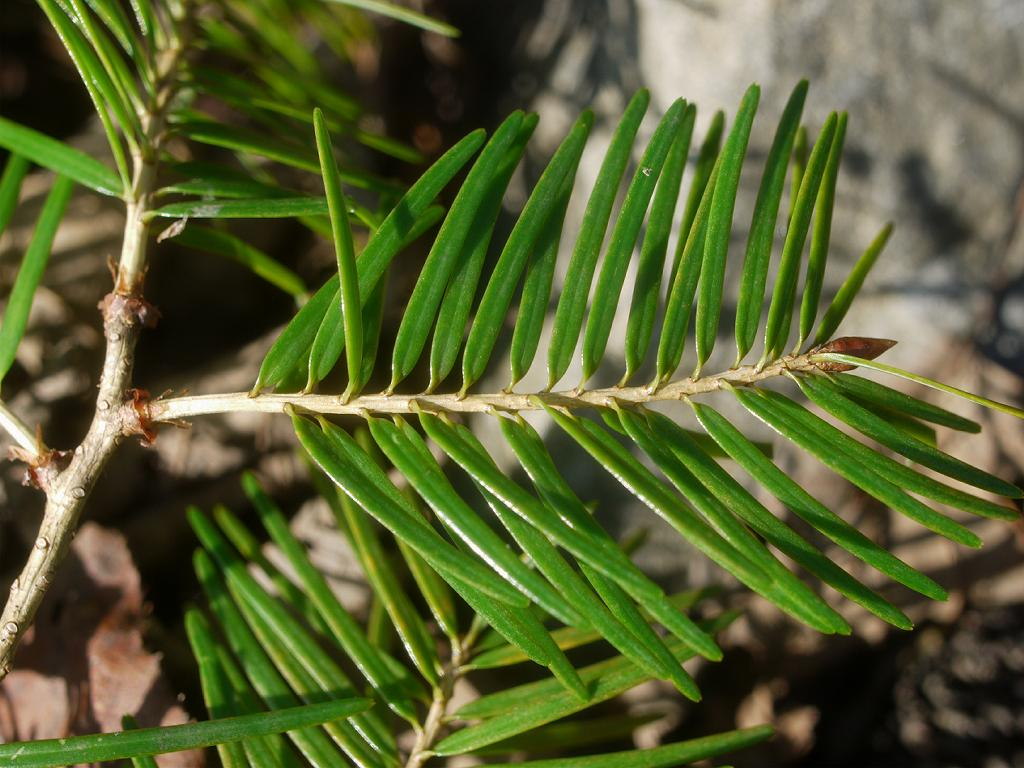
Листя зверху
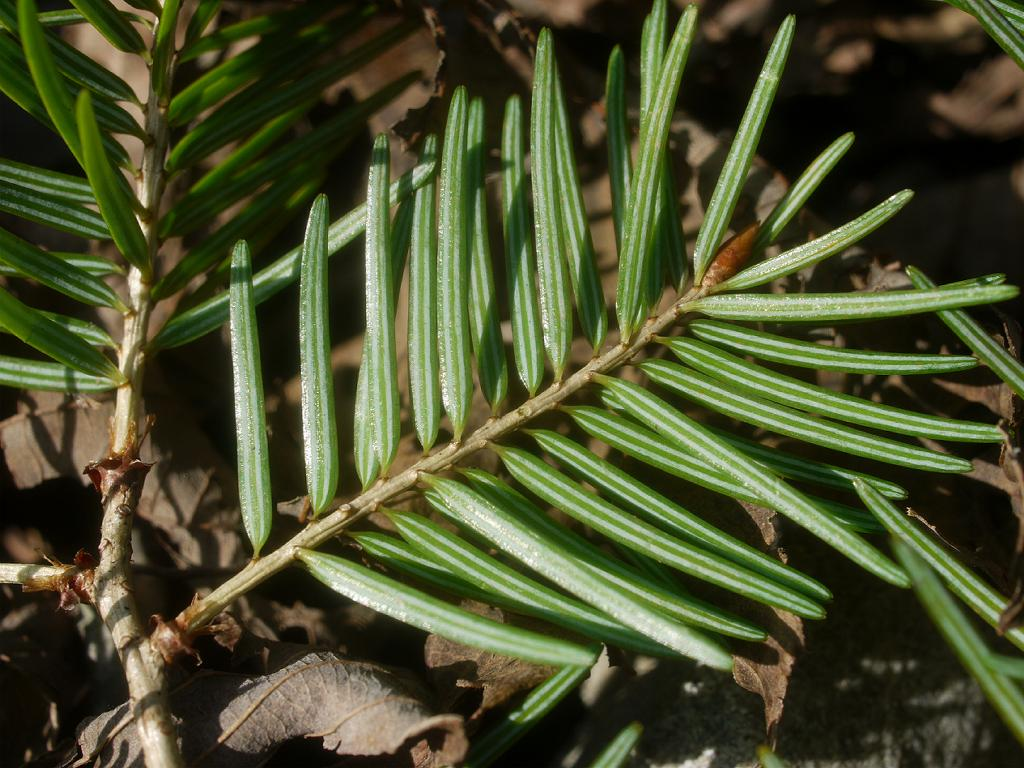
Листя знизу

## Використання
Має другорядне значення, як лісове дерево через його рідкість і скромні розміри, хоча старі дерева можуть досягати значних діаметрів. Деревина використовується для будівництва традиційних будівель і для меблів. В Японії можна бачити, посаджені дерева в деяких парках і традиційних садах, за межами своєї країни це рідкісне дерево присутнє тільки в деяких дендраріях. Цей вид зібрав Ернест Х. Вілсон в 1914 році і посадив у Дендрарій Гарвардського університету в США. У Європі він, здається, приїхав на кілька років раніше, можливо, одразу після 1900 у Німеччину. Росте повільно при вирощуванні і, здається, залишається невеликим деревом з досить обмеженим віком.

## Загрози та охорона
Основною загрозою було перетворення середовища існування для лісонасаджень та інших цілей. Регенерація бідна. Загальна чисельність населення цього виду в Японії оцінюється в бл. 2000 дорослих дерев і вважається таким, що постійно скорочується. Вид відомий, принаймні в одному охоронному районі.